# ロマンポルシェ。
ロマンポルシェ。 (RomanPorsche.) は、日本の2人組バンド。
テクノ、歌謡曲、ニュー・ウェイヴなど様々な要素を含み、掟ポルシェが「男（らしさ）」について説教をするといった、一癖も二癖もある異色ユニット。
1997年結成。2000年、名前に「。」をつけ（モーニング娘。から）ユニバーサルミュージックよりメジャーデビュー。ユニット名の由来は掟ポルシェが小学生時代、書道の授業で「ロマンポルノ」（当時全盛だった日活ロマンポルノから）と書いた所、担任の女教師に睨まれ、あわてて文字を書き足し「ロマンポルシェ」として完成させたエピソードによる。自動車メーカーのポルシェとは無関係である。

## メンバー
掟ポルシェ（おきて ぽるしぇ）
VOCAL、ALL INSTRUMENTS、説教を担当。1968年5月3日生まれ。北海道出身、北海道留萌高等学校、立正大学卒業。ソロとしての活動はコラム、司会、声優など多岐に渡る。
ロマン優光 （ろまん ゆうこう）
DELAY担当。1972年12月22日生まれ。高知県出身、愛光高等学校卒業、早稲田大学中退。ソロでは「プンクボイ」（一人パンクバンド）としても活動している。

## 概要
1980年代テクノ/ニュー・ウェイヴの「現場でシーケンサーを走らせる」ライヴではミキシングやテンポが毎回違っており、そして何よりシーケンサーはオブリガード程度であって、あくまで生演奏が主体であった。このため、各コンサートごとでのインタラクティブ性が確保されていた（初期〜中期YMOのライヴ演奏が好例である）。
しかし、1990年代より「あらかじめ録音されたバックトラックを使用し、生演奏は一切無しで唄を歌う」ライヴを行うミュージシャンが増加している。このタイプのミュージシャンの場合、毎回のライヴが同じフォーマットに終始し、マンネリに陥る重大な欠点がある。「DELAYと言うリアルタイムのサウンドエフェクト」と「説教による流れの誘導」と言うインタラクティヴ性を導入することにより、「あらかじめ録音されたバックトラックを使用しながらライヴ毎に異なった演奏パフォーマンスを見せること」に成功しているロマンポルシェ。は考えられたバンド形態である。
近作ではエンジニアにCOALTAR OF THE DEEPERS/特撮のNARASAKIを迎え、本格的な歌モノにも挑戦している。

## ディスコグラフィ

### シングル
- 暴力大将（2000年2月20日/2000年9月21日、マキシシングル）
- 男峠（2000年10月18日、8cmシングルの二枚組）
- 男は橋を使わない（2006年8月23日、マキシシングル）

### アルバム
- 人生の兄貴分（1998年4月20日/2000年9月21日）
- 孫（2002年4月24日）
- おうちが火事だよ!ロマンポルシェ。（2004年9月22日）
- もう少しまじめにやっておくべきだった（2008年3月26日、ベストアルバム）
- 盗んだバイクで天城越え（2010年4月21日）

### 映像作品
- ロマンポルシェ。の呑む!打つ!買う!プロモーション無宿（2000年11月）
- ロマンポルシェ。の独占!オトコの120分（2005年11月9日）

### その他
- オムニバス「We Love butchers」<LessThanTV version>（1999年6月18日） - #9「Never Give Up」
- サウンドトラック「けものがれ、俺らの猿と」（2001年5月30日） - #2「変質者+人格者≦貴方」
- DJロマンポルシェ。のNewWave愚連隊Vol.1（洋楽編）（2002年2月27日）
- DJロマンポルシェ。のNewWave愚連隊Vol.2（邦楽編）（2002年2月27日）
- DJロマンポルシェ。のNewWave愚連隊Vol.3（洋楽編）（2002年5月22日）
- オムニバス「KS-Tribute to Kazushi Sakuraba」（2002年9月26日） - #14「恥ずかし固め」
- オムニバス「友達以上 恋人未満 テレビ以下」（2003年2月5日） - #14「下半身警察」

### コンピレーションアルバム
- モテキ的音楽のススメ MTK PARTY MIX盤（2011年9月14日）
TR-4 モテキ出演者枠・アイドルMIX Selected & Mixed by 掟ポルシェ申し訳Jr.（ロマンポルシェ。）